# Aufham (Anger)
Aufham ist eine Gemarkung bzw. ein Gemeindeteil der Gemeinde Anger im oberbayerischen Landkreis Berchtesgadener Land und war bis 1978 eine eigenständige Gemeinde.

## Geschichte
Die Besiedelung des Ortes reicht bis in die jüngste Steinzeit zurück. Auf dem Bergrücken des Högl, am linken Ufer der Saalach, sind Funde wie Bronzeschwerter, Äxte und Urnen, aber auch Reste römischer Bauten zu verzeichnen.
Die auf die Silben „-ing“ und „-ham“ endenden frühbayerischen Ortsnamen rund um Anger weisen darauf hin, dass der Högl im frühen Mittelalter von den Bayern besiedelt wurde. Für eine Siedlungskontinuität sprechen u. a. auch die bajuwarischen Reihengräber des 6. bis 8. Jahrhunderts in Aufham.
Den wirtschaftlichen, kulturellen und geistig religiösen Mittelpunkt der Gegend bildete vom frühen 12. Jahrhundert bis 1817 das Augustiner-Chorherrenstift Höglwörth, das auch Aufham seelsorgerisch betreute. Als Gotteshaus diente in Aufham bereits eine 1312 erbaute Kirche, an deren Stelle im 15. Jahrhundert die spätgotische Saalkirche St. Jakobus major errichtet wurde.
Bis 1973 war der Ort als eigenständige Gemeinde dem Amtsgericht Bad Reichenhall, davor bis 1879 dem Amtsgericht Reichenhall zugeordnet.
Bis zum 1. Mai 1978 war Aufham eine eigenständige Gemeinde, die dann in Anger eingemeindet wurde.

## Wappen
| | Blasonierung: „In Gold (Gelb) zwei gekreuzte rote Schlüssel, darüber ein rot gezungter schwarzer Löwenkopf, darunter eine rote Pilgermuschel.“ |
| Wappenbegründung: Das Wappen wurde 1967 vom bayerischen Innenministerium verliehen. Die Feldfarbe Gold und der schwarze Löwenkopf erinnern an die über tausendjährige Landesherrschaft des Erzstifts Salzburg. Die gekreuzten Schlüssel, Attribute des heiligen Petrus, erinnern daran, dass Aufham schon um 1000 als Schenkungsgut an das Kloster St. Peter in Salzburg und später als Stiftungsgut an das Augustinerkloster Höglwörth kam, das als Referenz an den Stiftspatron ebenfalls die gekreuzten Schlüssel im Wappen führte. Die Pilgermuschel verweist als Attribut des heiligen Jakob auf das örtliche Kirchenpatrozinium. | |